# NBC Sunday Night Football
NBC Sunday Night Football (с англ. Воскресная Ночь Футбола на NBC; аббревиатура NBC SNF или просто SNF) — брендинг, в настоящее время использующейся для еженедельной трансляции одного матча Национальной футбольной лиги на телеканале NBC, которые получили право на трансляцию после того как ESPN перестали транслировать шоу ESPN Sunday Night Football, выходящее с 1987 по 2005 года. Первая трансляция состоялась 6 августа 2006 и это был неофициальный матч «Зала славы». Первая официальная трансляция была 7 сентября 2006, их последний контракт закончился после сезона 2022 и их следующий контракт уже подписан и стартует с 2023 сезона до 2033.
В течение сезона 2011-12, Sunday Night Football стала первой спортивной программой, которая получила приз по версии Nielsen как «Самая популярная программа на американском телевидении», обойдя American Idol, который удерживал первое место в течение восьми сезонов подряд с 2004 года. Sunday Night Football является текущим 11-летнем лидером рейтинга Nielsen и это самое большое количество последовательных лет в лидерстве рейтинга Nielsen.

## Шоу в студии
Трансляция NBC начинается в 7 часов вечера по восточному времени с предматчевого шоу, которое длится до начала игры (которое обычно происходит около 8:20 вечера по восточному времени). Шоу предлагает краткое описание ранних матчей, а также предварительный просмотр предстоящей игры. Шоу выходит из спортивных студий NBC в Коннектикуте, а также на игровом сайте. Майк Тирико, Мария Тейлор, Тони Данги, Дрю Брис, Крис Симмс и Майк Флорио ведут трансляцию из студии, в то время как Джак Коллинсворт и Родни Харрисон сообщают об игре. Майклз, Коллинсворт и Тафойа также могут появится в эфире.
В 2021 году послеигровое шоу вышло в эфир на потоковом сервисе NBC Peacock под названием «Sunday Night Football Final». Его ведут Кэтрин Таппен и Крис Симмс.

## Комментаторы NBC SNF
По состоянию на сезон 2022 Майк Тирико работает главными комментаторам (play by play), Эл Майклс работает на специальных событиях, в то время как Крис Коллисворт служит в качестве его помощника (color commentator). Мелисса Старк (ранее Мишель Тафойа или Кэтрин Таппно) работает репортёром с боковой линии и Терри МаКолей выступает в роли эксперта по правилам.
Эл Майклс является самым долгим комментатором SNF; он был основным комментатором с самого первого в истории NBC SNF сезона в 2006 и до завершения 2021 сезона был в этой роли. Как главный комментатор ранее, Майклс покинул программу после завершения 2021 сезона, чтобы присоединится к Thursday Night Football. Впрочем он всё ещё комментирует SNF в 'особых случаях'.

## Трансляция игр
Матч Питтсбурга Стилерз и Майами Долфинс стал первой официальной игрой на NBC в их первом контракте с 1998 года. Матч прошел 7 сентября 2006 года, как матч открытие того сезона. Через 3 дня состоялась первая трансляция Sunday Night Football. Индианаполис Колтс сыграл с Нью-Йорк Джайентс.
Со временем НФЛ поняла, что, на воскресную игру надо выносить самые главные матчи недели. Начиная с 2011 года НФЛ все больше старалась зацепить воскресный прай-тайм, и соответственно сделать лигу более популярной.
NBC также транслирует игры НФЛ в День Благодарения и другие особые игры, такие как НФЛ на Рождество и иногда, даже если трансляция не в воскресенье как NBC Sunday Night Football.

### Контракт
У NBC был их первый контракт с НФЛ контракт с 2006 до 2010. Их второй контракт был с сезона 2011 до сезона 2016, а третий с 2017 по  2022. В 2021 они подписали их четвëртый контракт, который начнется с сезона 2023 до 2033 года, с правами на трансляции Супербоулов.

### Возможность замены матча
Начиная с 5 и по 17 неделю регулярного сезона, НФЛ может заменить первоначально планируемый матч Sunday Night Football другим, а матч на 18 недели обычно вообще не запланирован заранее и выбирается во время или после завершения 17 недели. Оригинально это называется «Гибкое расписание» (англ. Flexible scheduling). Это, как правило, делается по следующим причинам:
- Первоначально запланированный матч менее интересный и интригующий чем тот на который его заменяют.
- Первоначально запланированный матч может быть отложен (например, из-за плохих погодных условий) и возникает риск того, что время матча останется без трансляции, а с учëтом того, что это воскресный прайм-тайм, НФЛ крайне важно, чтобы игра состоялась в это время.

| Пример гибкого расписания NBC SNF для 2013 сезона НФЛ |                          |                        |        |
| Неделя                                                | Запланированная игра     | В итоге выбранная игра | Ссылки |
| 11                                                    | Пэкерс в Джайентс        | Чифс в Бронкос         | [ 9 ]  |
| 12                                                    | Бронкос в Пэтриотс       | Бронкос в Пэтриотс     | [ 10 ] |
| 13                                                    | Джайентс в Рэдскинз      | Джайентс в Рэдскинз    | [ 11 ] |
| 14                                                    | Фэлконс в Пэкерс         | Пантерз в Сэйнтс       | [ 12 ] |
| 15                                                    | Бенгалс в Стилерз        | Бенгалс в Стилерз      | [ 13 ] |
| 16                                                    | Пэтриотс в Рэйвенс       | Беарз в Иглз           | [ 14 ] |
| 17                                                    | Нет запланированной игры | Иглз в Ковбойз         | [ 15 ] |

Впрочем, матчи в прайм-тайм в четверг (Thursday Night Football), в прайм-тайм в понедельник (Monday Night Football) и другие особые матчи, такие как Международная серия НФЛ защищены от гибкого расписания, то есть эти матчи не могут быть перенесены на Sunday Night Football.

### Конфликты с Мировой Серией
NBC и Fox (которые транслируют Мировую Серию) пришлось подстраивать расписание (меняя его чуть ли не каждый день) по ходу Мировой серии. Так как никто не знал дойдет ли Мировая Серия в седьмой матч или закончится четвёртым, нормального расписание, первые пару лет, после появления SNF, не было. НФЛ и Главная Лига Бейсбола заранее договаривались о расписание матчей. И все же лиги редко приходили к варианту который нравился бы обоим лигам.
Последний раз матч SNF и Мировая серия прошли одновременно в 2021.

## Шоу открытия игры

### Алесия Мур и Фейт Хилл (2006—2012)
В 2006 шоу перед игрой исполняла Алесия Бет Мур (с помощью компьютерной графики).
С 2007 и по 2012 песню открытие пела Фейт Хилл (также с помощью компьютерной графики).

#### Супербоулы
Хилл исполнила специальную вступительную песню, которая была использована для Супербоула XLIII 1 февраля 2009 года.
Хилл исполнила ещё одну специальную версию песни 5 февраля 2012 года в начале трансляции Супербоула XLVI.

### Эра Кэрри Андервуд (с 2013)

#### 2013—2015
В 2013 и 2014 песни исполняла Кэрри Андервуд с помощью компьютерной графики.

##### Супербоул XLIX
Андервуд исполнила специальную версию песни для трансляции Супербоула XLIX 1 февраля 2015 года.

#### 2016—2018
В 2016 Андервуд пела песню «Oh Sunday Night» (с англ. «Ох Вечер Воскресенье» или «Ох Воскресная ночь»). В 2018 Андервуд исполняла «Game On» (с англ. «Игра Начинается»), которая заменила «Oh Sunday Night» в качестве темы открытия.

##### Супербоул LII
Вместо того, чтобы исполнить специальную версию «Oh Sunday Night», сделанную в предыдущие годы или  «Waiting All Day for Sunday Night», Андервуд исполнила «The Champion» с рэпером Лудакрис в качестве вступительной части Супербоула LII.

#### С 2019
С 2019 она поёт песню «Waiting All Day For Sunday Night» (С англ. «Жду Весь День Для Воскресного Вечера» или «Подождем Весь День Для Ночи Воскресенье»).

##### Супербоул LVI
Открытие NBC включало видеоклипы известных футбольных моментов из предыдущих игр Супербоула и эпизодические выступления голливудских актёров и звезд Супербоула с актрисой Хэлли Берри в главной роли.

###### 2022
Андервуд вернулась на свой 10-й сезон 11 сентября. Вступление начинается с компьютерного фейерверка, а затем разворачивается в сторону концертной площадки, где выступает Андервуд, прерываясь между выступлением и клипами команд. Вступление заканчивается фейерверком с новым логотипом SNF.

## Телевизионная графика и эмблемы
NBC меняли графику в 2006 (стартовая графика), 2012, 2015, 2018 и 2022 годах. Графика изменялась не сильно, в основном представляла собой полоску в нижней части экрана.

### Супербоул LII (2018) — 2022
Их графика с Супербоула LII по начало 2022 была следующей: (слева направо) эмблема NBC, эмблема первой команды, сокращенное названия первой команды(из трех, редко четырёх или двух букв), количество набранных очков первой командой, эмблема второй команды, сокращенное названия второй команды, количество набранных очков второй командой, под названиями команд три полоски, означающие тайм-ауты (закрашенная полоска означает, что тайм-аут у команды остался, незакрашенная полоска означает, что тайм-аута у команды нет), четверть (1st-первая, 2nd-вторая, 3rd-третья, 4th-четвертая, OT-овертайм (не всегда)) и время до конца четверти, первый, второй, третий или четвёртый даун + количество ярдов до первого дауна,. После завершения матча, надписи о текущем дауне, ярдах, четверти и времени меняются на надпись FINAL (рус. Финал/конец матча) или, если матч закончен в овертайме FINAL/OT (рус. Финал/конец матча в овертайме).

### С Супербоула LVI (2022)
В Супербоуле LVI графика NBC была изменена. Эта графика впервые полностью использовалась в 2022 сезоне.
Левее всего на графике эмблема гостевой команды, чуть правее сокращенное название гостевой команды, ещё правее количество набранных очков гостевой командой. В самом центре время оставшиеся до конца четверти, чуть ниже указана четверть (1st — первая, 2nd — вторая, 3rd — третья, 4th — четвёртая, OT — овертайм (не всегда)), ещё чуть ниже время на розыгрыш (как правило 40 или 25 секунд), в самом верху центра эмблема NBC, которая окрашивается в жёлтый цвет, когда флаг на поле. Правее центра количество набранных очков домашней командой, сокращенное название домашней команды, эмблема домашней команды. Надпись текущего дауна и количество ярдов до первого находится под надписью гостевой команды, когда они владеют мячом и под надписью домашней команды, когда они владеют мячом.

## Расписание и результатысезона 2022
- Расписание было представлено НФЛ и NBC летом 2022 [22].

| Либо игра была не запланирована специально, либо первоначально запланированная игра была заменена другой игрой по любым причинам | Игра плей-офф на NBC | Супербоул на NBC |

| Название и/или день недели     | Дата           | Гостевая команда      | Финальный счёт игры | Хозяева поля          | Важность матча                                                          | Примечания |
| ------------------------------ | -------------- | --------------------- | ------------------- | --------------------- | ----------------------------------------------------------------------- | --- |
| Игра кик-офф                   | 8 Сентября     | Баффало Биллс         | 31—10               | Лос-Анджелес Рэмс     | Матч открытия сезона                                                    | |
| Воскресенье                    | 11 Сентября    | Тампа-Бэй Бакканирс   | 19—3                | Даллас Ковбойз        | Том Брэди против Дака Прэскота                                          | |
| Воскресенье                    | 18 Сентября    | Чикаго Беарз          | 10—27               | Грин-Бей Пэкерс       | Соперничество Беарз—Пэкерс                                              | |
| Воскресенье                    | 25 Сентября    | Сан-Франциско 49ers   | 10—11               | Денвер Бронкос        | Повторения Супербоула XXIV                                              | |
| Воскресенье                    | 2 Октября      | Канзас-Сити Чифс      | 41—31               | Тампа-Бэй Бакканирс   | Повторения Супербоула LV; Патрик Махоумс против Тома Брэди              | |
| Воскресенье                    | 9 Октября      | Цинциннати Бенгалс    | 17—19               | Балтимор Рэйвенс      | Соперничество Бенгалс—Рэйвенс                                           | Рэйвенс выигрывает с филд-голом на последней секунде |
| Воскресенье                    | 16 Октября     | Даллас Ковбойз        | 17—26               | Филадельфия Иглз      | Соперничество Ковбойз—Иглз                                              | С победой, Филадельфия остаётся единственной непобедимой командой в НФЛ |
| Воскресенье                    | 23 Октября     | Питтсбург Стилерз     | 10—16               | Майами Долфинс        | Празднование 50-й годовщины идеального сезона (17-0) Долфинс в 1972     | |
| Воскресенье                    | 30 Октября     | Грин-Бей Пэкерс       | 17—27               | Баффало Биллс         | Аарон Роджерс против Джоша Аллена                                       | |
| Воскресенье                    | 6 Ноября       | Теннесси Тайтенс      | 17—20 (OT)          | Канзас-Сити Чифс      | Повторения Чемпионской Игры АФК 2019                                    | |
| Воскресенье                    | 13 Ноября      | Лос-Анджелес Чарджерс | 16—22               | Сан-Франциско 49ers   | Повторения Супербоула XXIX                                              | |
| Воскресенье                    | 20 Ноября *    | Канзас-Сити Чифс      | 30—27               | Лос-Анджелес Чарджерс | Соперничество Чифс—Чарджерс                                             | Первый матч в истории NBC SNF прошедший во время Чемпионата Мира ФИФА |
| День благодарения              | 24 Ноября      | Нью-Ингленд Пэтриотс  | 26—33               | Миннесота Вайкингс    | НФЛ в День благодарения                                                 | НФЛ в День благодарения |
| Воскресенье                    | 27 Ноября      | Грин-Бей Пэкерс       | 33—40               | Филадельфия Иглз      |                                                                         | |
| Воскресенье                    | 4 Декабря      | Индианаполис Колтс    | 19—54               | Даллас Ковбойз        | Повторения Супербоула V                                                 | |
| Воскресенье                    | 11 Декабря **  | Майами Долфинс        | 17—23               | Лос-Анджелес Чарджерс |                                                                         | |
| Воскресенье                    | 18 Декабря *** | Нью-Йорк Джайентс     | 20—12               | Вашингтон Коммандерс  | Соперничество Джайентс—Командерс Дебют Вашингтона с его новым названием | |
| Воскресенье                    | 25 Декабря     | Тампа-Бэй Бакканирс   | 19—16 (OT)          | Аризона Кардиналс     | Том Брэди против Кайла Мюррэя                                           | НФЛ на Рождество |
| Воскресенье                    | 1 Января ****  | Питтсбург Стилерз     | 16—13               | Балтимор Рэйвенс      | Соперничество Стилерз—Рэйвенс                                           | НФЛ на Новый Год |
| Воскресенье                    | 8 Января       | Детройт Лайонс        | 20—16               | Грин-Бэй Пэкерс       | Соперничество Лайонс—Пэкерс                                             | С победой, Детройт выбивают Грин-Бэй из плей-офф |
| «Суббота Супер Уайлд-Кард»     | 14 Января      | Лос-Анджелес Чарджерс | 30—31               | Джэксонвилл Джагуарс  | Первое появление Джагуарс на SNF с 2008                                 | Несмотря на лидерство по ходу игры 27—0, Чарджерс проиграли игру, при этом Джексонвилл забил победный филд гол на последней секунде в третьем-самом большом камбэке в истории плей-офф НФЛ |
| «Воскресенье Супер Уайлд-Кард» | 15 Января      | Балтимор Рэйвенс      | 17—24               | Цинциннати Бенгалс    | Соперничество Рэйвенс—Бенгалс                                           | |
| Раунд Дивизиона                | 21 Января      | Джэксонвилл Джагуарс  | 20—27               | Канзас-Сити Чифс      |                                                                         | |

Примечания:
* Игра Бенгалс—Стилерз была заменена на игру Чифс—Чарджерс по правилам "гибкого расписания"
** Игра Чифс—Бронкос была заменена на игру Долфинс—Чарджерс по правилам "гибкого расписания"
*** Игра Райдерс—Пэтриотс была заменена на игру Джайентс—Коммандерс по правилам "гибкого расписания"
**** Игра Рэмс—Чарджерс была заменена на игру Стилерз—Рэйвенс по правилам "гибкого расписания"

## Рекорды NBC SNF
- Наибольшее количество очков, набранных на SNF одной командой: 62 очка Нью-Орлеан (Нью-Орлеан 62—7 Индианаполис (в 2011))
- Самый высокий комбинированный счёт на SNF: 83 очка (Филадельфия 45—38 Нью-Йорк Джайентс (в 2009) и Канзас-Сити 40—43 Нью-Ингленд (в 2018))
- Самый низкий комбинированный счёт на SNF: 9 очков (Тампа-Бэй 0—9 Нью-Орлеан (в 2021))
- Наибольшее количество появлений на SNF (включая плей-офф): 56 появлений Даллас Ковбойс
- Наименьшее количество появлений на SNF (включая плей-офф): 2 появления Джэксонвилл Джагуарс
- Наибольшее количество побед на SNF (включая плей-офф): 29 побед Даллас Ковбойс
- Наибольшее количество поражений на SNF (включая плей-офф): 27 поражений Даллас Ковбойс

* Единственная ничья в истории SNF: Сиэтл Сихокс 6—6 OT Аризона Кардиналс (в 2016)
Вся статистика верна на: 5 ноября 2022.

## Трансляция в других странах

### Австралия и Великобритания
SNF транслируется в Австралии с помощью компании 7mate. В Великобритании SNF транслируется Sky Sports, корпоративным братом NBC с момента приобретения Comcast компании Sky.

### Бразилия и Латинская Америка
В Бразилии SNF транслируется на ESPN Brasil, с оригинальным английским аудио, доступным в качестве отдельного канала через вторую аудиопрограмму. SNF также транслируется на ESPN в Латинской Америке.

### Испания и Португалия
На момент 2013 и до 2016 SNF транслировалось в Португалии на телеканале ESPN+ на Португальском языках.
Ранее транслировав в 2013—2016, NBC вернула испанские трансляции в 2020 и трансляции в Латинской америке.

### Канада
В Канаде Sunday Night Football транслируется каналом TSN, а также CTV 2 с сезона 2017 года в соответствии с текущими медиа-правами НФЛ.

### Россия
В России SNF начал транслироваться в сезоне 2019 на Viasat Sport. Сначала это был единственный матч в трансляции. В сезоне 2020 и 2021 Viasat Sport иногда заменял NBC SNF трансляцией Мировой серии по бейсболу или IndyCar. Контракт НФЛ с Viasat Sport закончился по завершении 2021 сезона, и NBC SNF больше не показывается на телевидении в России.

### Филиппины
В Филиппинах телеканал TV5 (который сотрудничал с ESPN) 12 октября объявил, что транслировал SNF, начиная с 6-й недели регулярного сезона НФЛ 2017 года между «Нью-Йорк Джайентс» и «Денвер Бронкос».

## Популярность и рейтинги

### Рейтинги Nielsen
| Сезон | Среднее количество просмотров (в миллионах) | Рейтинг | Среднее/доля |
| ----- | ------------------------------------------- | ------- | ------------ |
| 2006  | 17.5                                        | 11.0    | 18           |
| 2007  | 16.0                                        | 10.0    | 16           |
| 2008  | 16.6                                        | 10.2    | 16           |
| 2009  | 19.4                                        | 11.7    | 19           |
| 2010  | 25.8                                        | 13.0    | 21           |
| 2011  | 21.5                                        | 12.9    | 20           |
| 2012  | 21.4                                        | 12.8    | 20           |
| 2013  | 21.495                                      | 12.8    | 21           |
| 2014  | 21.3                                        | 12.5    | 21           |
| 2015  | 22.5                                        | 13.0    | 22           |
| 2016  | 28.7                                        | 18.3    | 23           |
| 2017  | 18.2                                        | 10.3    | 20           |
| 2018  | 20.0                                        | 16.1    | 20           |
| 2019  | 20.5                                        | 11.3    | 26           |
| 2020  | 17.4                                        | 9.3     | 20           |
| 2021  | 19.3                                        | 9.9     | TBD          |
| 2022  |                                             |         |              |

### Популярность
Со средней аудиторией в примерно 10-20 миллионов человек, SNF является одной из самых популярных программ США и Северной Америки в целом. Игра Вашингтон Редскинс против Даллас Ковбойс 30 декабря 2012 года стала самой рейтинговой трансляцией NBC SNF за всю историю, собрав 30 миллионов 426 тысяч зрителей.
Начиная с 2011-12 и по настоящее время NBC SNF является самой просматриваемой спортивной передачей в Северной Америке.